# Mont Ida (Turquia)
El Mont Ida (en grec: Ίδη, Idi; en turc: Kaz Dağı) és una muntanya de Turquia de 1774 m d'altitud situada a la regió de l'antiga Troia. És conegut perquè és la muntanya sota la qual tenen lloc els episodis de la Guerra de Troia i, particularment, de la Ilíada.

## Mitologia
Les llegendes nascudes dels textos homèrics, que l'anomenen amb els epítets «de mil fonts» i «mare de les feres», i del cicle troià el fan escenari de nombrosos episodis mitològics: 
- El príncep troià Ganimedes és criat allí per Zeus.
- Afrodita va seduir allà el mortal Anquises.
- Paris, fill del rei Príam, és exposat allà en néixer i on més tard va trobar la seva futura esposa, la nimfa Enone. És també on té lloc el seu cèlebre judici.
- Els déus olímpics es van instal·lar allà per observar el desenvolupament de la guerra de Troia.

També hi havia un santuari d'Hera i de Cíbele, la qual era anomenada Mater deum magna anidaea, 'Deessa Mare dels déus, deessa de l'Ida'. Aquesta deessa s'establiria allà al segle vii aC, després d'haver abandonat Pessinunt.
El nom «Ida» designa de vegades el conjunt de la Tròada.